# Aston Martin V12 Vantage
De eerste generatie Aston Martin V12 Vantage kenden we al als concept, de V12 Vantage RS, en hiervan was uiteindelijk ook het productiemodel verschenen. Dit gebeurde in maart 2009 op de Autosalon van Genève. Het is eigenlijk een V8 Vantage met een V12-motor, die in deze auto extra veel vermogen levert. Het is dezelfde 6 liter als die in zijn grote broer, DB9, de achterwielen aandreef. Het oorspronkelijke plan van Aston Martin was om per jaar 300 tot 500 exemplaren te maken in het hoofdkwartier in Gaydon. Het meest prominente verschil met de 'basis' V8 versie zijn de twee grote luchtopeningen op de motorkap, geflankeerd door twee kleinere inlaten. 
De auto was in april 2009 ook al getoond op de AutoRAI. De Nederlandse vanafprijs werd bekendgemaakt op 2 juni 2009, deze bedraagt €249.200,-.